# هشتی خانه عالمشاه
هشتی خانه عالمشاه مربوط به دوره قاجار است و در دزفول، محله صحرابدر مغربی واقع شده و این اثر در تاریخ ۱۷ اسفند ۱۳۸۱ با شمارهٔ ثبت ۷۸۷۹ به‌عنوان یکی از آثار ملی ایران به ثبت رسیده است.